# Planocarpa
Planocarpa  (лат.) — род растений семейства Вересковые, включающий в себя 3 вида.

## Ареал
Виды рода Planocarpa являются эндемиками Тасмании.

## Виды
Род включает в себя следующие виды:
- Plancocarpa petiolaris (DC.) C.M.Weiller
- Plancocarpa sulcata (Mihaich) C.M.Weiller
- Plancocarpa nitida (S.J.Jarman) C.M.Weiller